# Nybörjarens öppning
Den här artikeln använder algebraisk schacknotation för att beskriva schackdragen.
Nybörjarens öppning, eller Parhams angrepp efter Bernard Parham, är en schacköppning som karaktäriseras av dragen:
1. e4 e5
2. Dh5
Ett av damdragets motiv är möjligheten till skolmatt.
Liksom namnet antyder, spelas öppningen främst av ovana spelare. Det förekommer dock att även stormästare spelar denna öppning då och då, men i mindre seriösa partier.